# Wilhelm af Wetterstedt (militär)
Nils Wilhelm Uno af Wetterstedt, född den 21 januari 1858 i Stockholm, död där den 10 december 1917, var en svensk friherre och militär. Han var sonson till Niclas Joachim af Wetterstedt.
af Wetterstedt blev volontär vid Svea livgarde 1876 och fanjunkare 1879. Han avlade mogenhetsexamen i sin hemstad 1878 och blev samma år elev vid krigsskolan på Karlberg, från vilken han utexaminerades 1880. af Wetterstedt blev underlöjtnant vid Svea livgarde sistnämnda år, löjtnant där 1886, kapten 1899 och major 1905. Han befordrades till överstelöjtnant vid Vaxholms grenadjärregemente 1910 och beviljades avsked 1915. af Wetterstedt blev friherre på samma gång som fadern vid farbroderns död 1887. Han blev riddare av Svärdsorden 1901.